# Maria-enkolpion
Het Maria-enkolpion, ook wel enkolpion van de Hagiosoritissa of Byzantijns reliekendoosje van de Onze-Lieve-Vrouwebasiliek, is een Byzantijns enkolpion (reliekenhangertje) in de Schatkamer van de Onze-Lieve-Vrouwebasiliek in Maastricht. Het enkolpion uit de late elfde of vroege twaalfde eeuw werd waarschijnlijk na de plundering van Constantinopel in 1204 door een kruisvaarder meegenomen en kort daarna aan de Maastrichtse Mariakerk geschonken. De zilveren en gouden reliekhouder, bedoeld om als halssieraad om de nek gedragen te worden, toont aan de ene kant een voorstelling van Maria in email cloisonné en aan de andere kant een reliëf van de Annunciatie. Vooral de geëmailleerde afbeelding van Maria als Hagiosoritissa is van een hoge zeldzaamheid en wordt beschouwd als een van de topstukken op dit gebied.

## Geschiedenis

### Ontstaansgeschiedenis
Over het ontstaan van het Maria-enkolpion is weinig met zekerheid te zeggen. Wel is duidelijk dat het hier gaat om een voorwerp dat omstreeks 1100 in het Byzantijnse Rijk, waarschijnlijk in Constantinopel, is ontstaan. Het randschrift (zie beschrijving hieronder) maakt tevens duidelijk dat het voorwerp gemaakt werd voor Irene Synadene, een tot nog toe ongeïdentificeerd lid van een van de leidende adellijke families in het Byzantijnse Rijk. De Synadenoi (vrouwelijke vorm: Synadene) bekleedden hoge militaire en politieke posities en waren nauw gelieerd aan de Byzantijnse keizers. Een lid van deze familie, vanwege de ontbrekende voornaam aangeduid als Synadene van Byzantium, was van circa 1070 tot 1077 gehuwd met koning Géza I van Hongarije. Diens koningskroon, de Stefanskroon, vertoont grote gelijkenis met het Maastrichtse enkolpion (zie paragraaf Kunsthistorische vergelijking). Een mannelijk lid van de familie, Theodolos Synadenos, huwde omstreeks dezelfde tijd een zus van de Byzantijnse keizer Nikephoros III Botaneiates. Hoe Irene Synadene in deze familie paste, is vooralsnog onduidelijk. Volgens sommige bronnen zou zij de tweede vrouw zijn geweest van Isaäk Komnenos, zoon van keizer Johannes II Komnenos. In dat geval zou zij tevens de moeder zijn van Theodora Komnene. Enkele zegels en een grafschrift uit het begin van de twaalfde eeuw zouden betrekking hebben op een andere Irene Synadene, een achternicht van keizer Alexios I Komnenos en tevens echtgenote van de sebastokrator Manuel Botaneiates. Of een van deze machtige vrouwen de eigenaresse was van het Maastrichtse Maria-enkolpion, is niet zeker. Wel lijkt de laatstgenoemde Irene een sterkere kandidaat, vooral vanwege het voorkomen van een Maria met Kind op haar zegel en de vermelding van haar Maria-devotie in het grafschrift.

### Van Constantinopel naar Maastricht
De meeste (kunst)historici gaan ervan uit dat het Maastrichtse enkolpion, mogelijk met enkele andere reliekhouders, tijdens de Vierde Kruistocht is buitgemaakt of op een andere manier tijdens deze verwarrende periode is verdwenen uit Constantinopel. In april 1204 werd de christelijke hoofdstad van het Byzantijnse of Oost-Romeinse Rijk door de kruisvaarders ingenomen. Tijdens de drie dagen durende plundering werden vele gouden en zilveren reliekhouders en andere kostbaarheden als oorlogsbuit geroofd. Wellicht werden sommige voorwerpen, al dan niet onder dwang, aan kruisvaarders verkocht. In het geval van het enkolpion werd dit al vrij snel na de terugkeer van de kruisvaarders aan de Onze-Lieve-Vrouwekerk geschonken of verkocht. Een bevestiging van deze veronderstelling is een aantekening van de Luikse kroniekschrijver Reinerus Monachus (ook wel Reinier van Sint-Jacob), die verbonden was aan de Sint-Jacobsabdij in die stad. Deze vermeldde in zijn kroniek bij het jaar 1206 dat een Maastrichts geestelijke ("clericus Traiectensis") toen na een verblijf van zeven jaar terugkeerde uit Constantinopel met onder andere een grote kruisreliek ("portionemque magnam vivifice Crucis"). Deze en andere kostbare relieken zou hij vervolgens aan de Maastrichtse Mariakerk hebben geschonken. Dit wordt weer bevestigd door een aantekening in een veertiende-eeuws calendarium van de Onze-Lieve-Vrouwekerk. Bij het feest van de Kruisverheffing staat de vermelding dat "het Heilig Kruis met andere relieken door de parochiaan Wilhelmus werd overgebracht". Dit "heilig kruis" is zonder twijfel het Byzantijns patriarchaalkruis, dat bijna zes eeuwen in bezit bleef van het Onze-Lieve-Vrouwekapittel. Onder de "andere relieken" bevonden zich waarschijnlijk het zogenaamde borstkruis van Constantijn de Grote (een triptiekvormig enkolpion met een kruisreliek), het Maria-enkolpion en mogelijk ook de gordel van Maria. Van deze Byzantijnse relieken zijn alleen de laatste twee nog aanwezig in de schatkamer van de Onze-Lieve-Vrouwebasiliek.

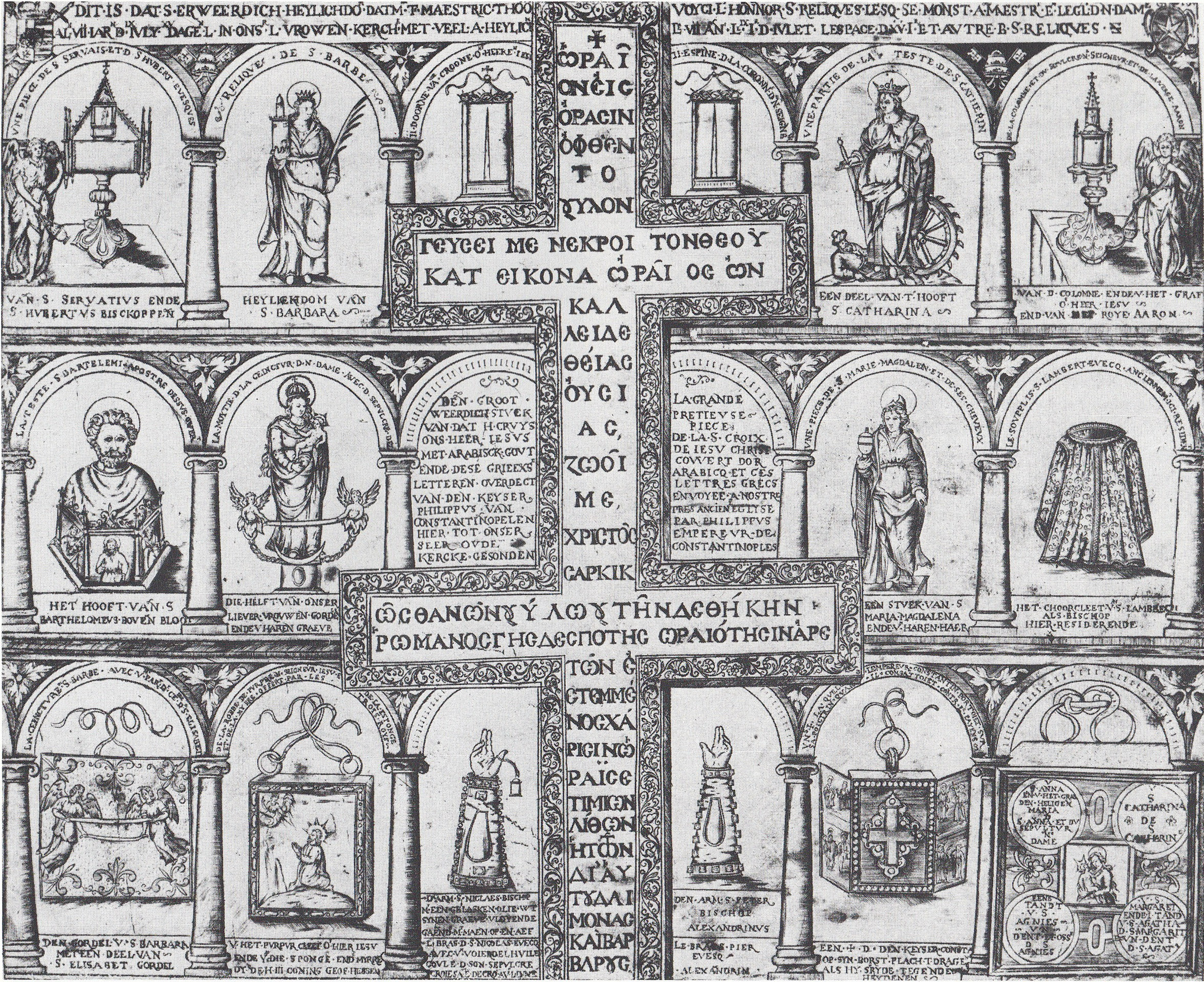
Toningsformulier uit ca. 1607 met patriarchaalkruis (midden), Maria-enkolpion (2e van linksonder), enkolpion met kruisreliek (2e van rechtsonder) en relieken van Maria Magdalena (midden, 2e van rechts)

De oudste vermelding van het Byzantijns reliekenkruis in Maastricht dateert van 1286, toen de inkomsten en verplichtingen van de schatbewaarder (custos) van de Onze-Lieve-Vrouwekerk in een document werden vastgelegd. De drie Byzantijnse reliekhouders werden gezamenlijk bewaard in een aparte kast in de schatkamer, die zich in de Sint-Barbaratoren, de zuidelijke koortoren, bevond. Waarschijnlijk is het enkolpion in de zestiende of zeventiende eeuw grondig gerestaureerd, waarbij onder andere de huidige zijkanten ter versteviging werden aangebracht, en een afsluitend glasplaatje aan het inwendige werd toegevoegd. Mogelijk dateren ook de tussenschotjes in het inwendige uit die periode. Een vroeg-zeventiende-eeuws toningsformulier van de Onze-Lieve-Vrouwekerk, dat bedoeld was om als souvenir aan pelgrims mee te geven, bevat een vertekende weergave van het enkolpion. Waarschijnlijk werd de drukplaat voor deze prenten in een atelier elders vervaardigd, gebaseerd op onnauwkeurige schetsen en aantekeningen. Wel vermeldt het formulier de inhoud van het reliekendoosje vrij gedetailleerd: delen van de purperen mantel van Jezus (die hem ter bespotting was omgehangen), delen van de spons (waarmee hij aan het kruis gelaafd werd), en mirre (door de wijzen uit het oosten aan het kindje Jezus geschonken). Op het toningsformulier is ook het andere enkolpion, het 'kruisje van Constantijn' te zien, alsmede een zilveren beeld met relieken (o.a. haren) van Maria Magdalena, die mogelijk eerder in het Maria-enkolpion waren geborgen (zie hieronder). De beschrijvingen van het enkolpion op oude inventarislijsten is altijd summier en vooral gericht op de (variërende) inhoud: de "capsula argentea" bevattende de "spongue Domini nostri Jesu Christi" (1580) en "myrrha et thuri oblatis a tribus magis" (1793).

### Na de opheffing van het kapittel

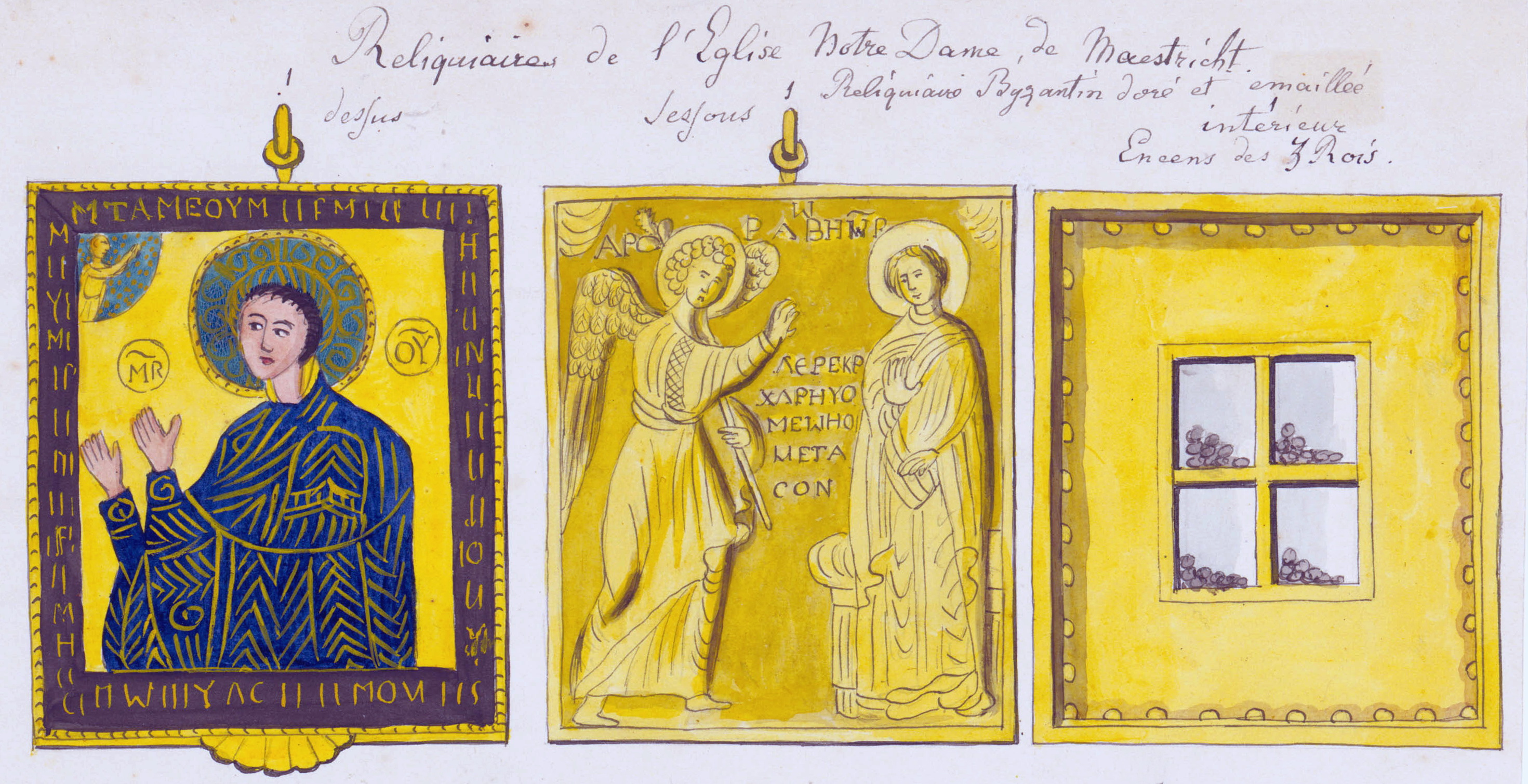
Tekeningen Ph. van Gulpen, ca. 1840, met voor-, achter- en binnenkant (met relieken)

Maastricht werd zes maanden na de inname van de stad door generaal Kléber (november 1794) ingelijfd bij de Eerste Franse Republiek. De opheffing van de kloosters en kapittels in 1797 werd voorafgegaan door een periode van zware oorlogsbelastingen, waardoor ook het Onze-Lieve-Vrouwekapittel zich genoodzaakt zag een groot deel van de goud- en zilverschat om te laten smelten. Het merendeel van de relieken (ontdaan van hun kostbare behuizing), werd door de kanunniken in veiligheid gebracht. Ook slaagde men erin enkele topstukken, waaronder het patriarchaalkruis, het 'kruisje van Constantijn' en het Maria-enkolpion, achter te houden. Deze werden, verpakt in een grote ijzeren kist, in bewaring gegeven aan kanunnik Albertus Thomassen, een voormalig antoniet, die na de opheffing van het Maastrichtse Antonietenklooster in 1784 was opgenomen in het Onze-Lieve-Vrouwekapittel. Thomassen ontvluchtte in 1797 de stad en overleed eind 1800 te Bree, nadat hij de ijzeren kist met inhoud had toevertrouwd aan ene N. Fransen, mogelijk zijn neef.
In 1806 stelden de nog in leven zijnde ex-kanunniken een onderzoek in naar de kerkschat. Van deze inventarisatie is een verslag bewaard gebleven van oud-kanunnik Guillielmus van Gulpen. Deze schreef dat de ijzeren kist van Thomassen was opengebroken en dat het patriarchaalkruis en het kruisje van Constantijn ontbraken. Hoewel niet expliciet genoemd, doet dit vermoeden dat het Maria-enkolpion zich toen nog in de kist bevond. In 1817, toen duidelijk was dat het kapittel niet meer zou worden heropgericht, werden de overgebleven kerkschatten overgedragen aan de Sint-Nicolaasparochie. Na de sluiting van de Sint-Nicolaaskerk in 1837 werd de reliekenschat overgebracht naar de toen weer in gebruik genomen Onze-Lieve-Vrouwekerk. In hetzelfde jaar 1837 doken het patriarchaalkruis en het kruisje van Constantijn onverwacht weer op; ze bleken in bezit te zijn van de enige nog in leven zijnde oud-kanunnik, die ze daarop aan de paus schonk. Ze bevinden zich sedertdien in de schatkamer van de Sint-Pietersbasiliek in Vaticaanstad. Van de drie Byzantijnse reliekhouders van de Onze-Lieve-Vrouwekerk is het Maria-enkolpion dus de enige die te Maastricht bewaard bleef.

### Pronkstuk van de schatkamer

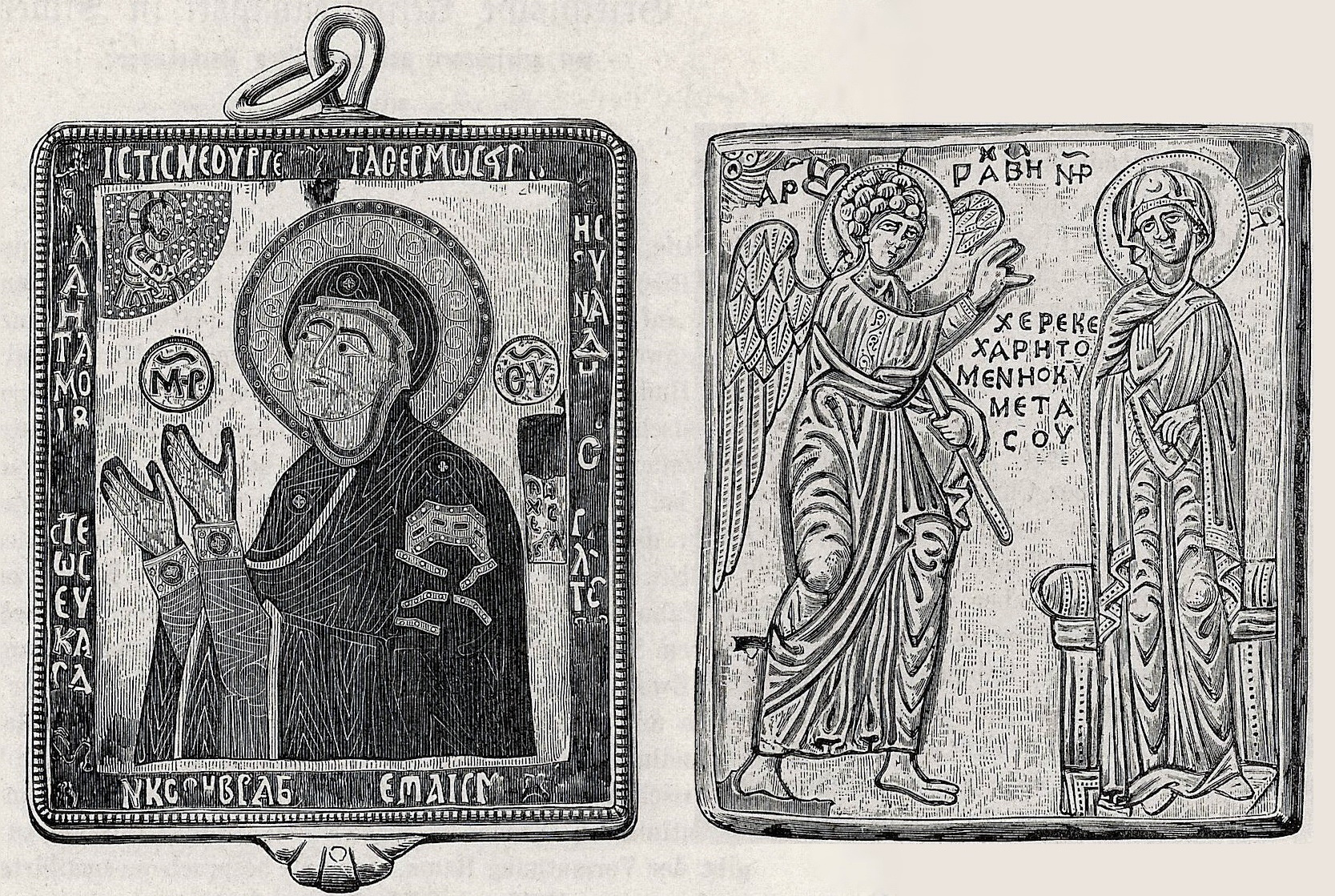
Houtsnedes in Bock & Willemsen, 1872

De Akense kanunnik en kunsthistoricus Franz Bock en de Maastrichtse kapelaan en schatbewaarder Michaël Willemsen publiceerden in 1872 een uitgebreide catalogus van de Maastrichtse kerkschatten: Die mittelalterlichen Kunst- und Reliquienschätze zu Maestricht, aufbewahrt in den ehemaligen Stiftskirchen des h. Servatius und Unserer Lieben Frau daselbst, enz, in 1873 gevolgd door een Franstalige versie en een jaar later door een Nederlandstalige samenvatting. De publicatie leidde tot een herwaardering van het Maastrichtse religieus erfgoed. In de catalogus wordt het enkolpion omschreven als "Griekse reliekencapsule van zilver met gedreven en geëmailleerde afbeeldingen". Het wordt als eerste van zeven kunstvoorwerpen uit de schatkamer van de Onze-Lieve-Vrouwekerk beschreven en krijgt ook meer aandacht dan de andere schatten: vier pagina's in de Duitstalige, drie in de Franstalige editie. De beschrijving gaat vergezeld van twee gedetailleerde houtsnedes.
Na Bock en Willemsen kreeg het Maastrichtse enkolpion vermelding in tientallen kunsthistorische werken in binnen- en buitenland. In 1984 wijdde de Duitse kunsthistorica Hildegard Vogeler haar promotieonderzoek aan het Maria-enkolpion, door haar "Goldemail-Reliquiar mit der Darstellung der Hagiosoritissa" genoemd. De Nederlandse kunsthistorica Mieke de Kreek promoveerde in 1994 op een studie over de complete kerkschat van de Onze-Lieve-Vrouwebasiliek, waarbij ze ruim aandacht gaf aan het enkolpion en de andere Byzantijnse kunstschatten uit het voormalige kapittelbezit. Uit kunsthistorisch oogpunt kan het enkolpion gezien worden als het voornaamste voorwerp in de Schatkamer van de Onze-Lieve-Vrouwebasiliek, hoewel het in de collectieopstelling geen opvallende plaats inneemt. Het voorwerp werd diverse malen uitgeleend aan exposities in onder andere Parijs (1931), Edinburgh (1958), Athene (1964), Brussel (1982) en Keulen (1985).

## Beschrijving
Het Byzantijns Maria-enkolpion is een rechthoekig plat doosje van 9 x 7,3 cm (lengte inclusief oogje en sluiting: 11,8 cm) met een maximale hoogte van 1,6 cm. Aan de bovenkant bevindt zich een oogje met een losse schakel, waarmee het aan een koord of ketting bevestigd kan worden. Aan de onderkant zit een schelpvormige sluiting. De voor- en achterkant van het doosje zijn versierd met voorstellingen van Maria, die in verschillende technieken en met verschillende materialen zijn uitgevoerd.

### Voorzijde

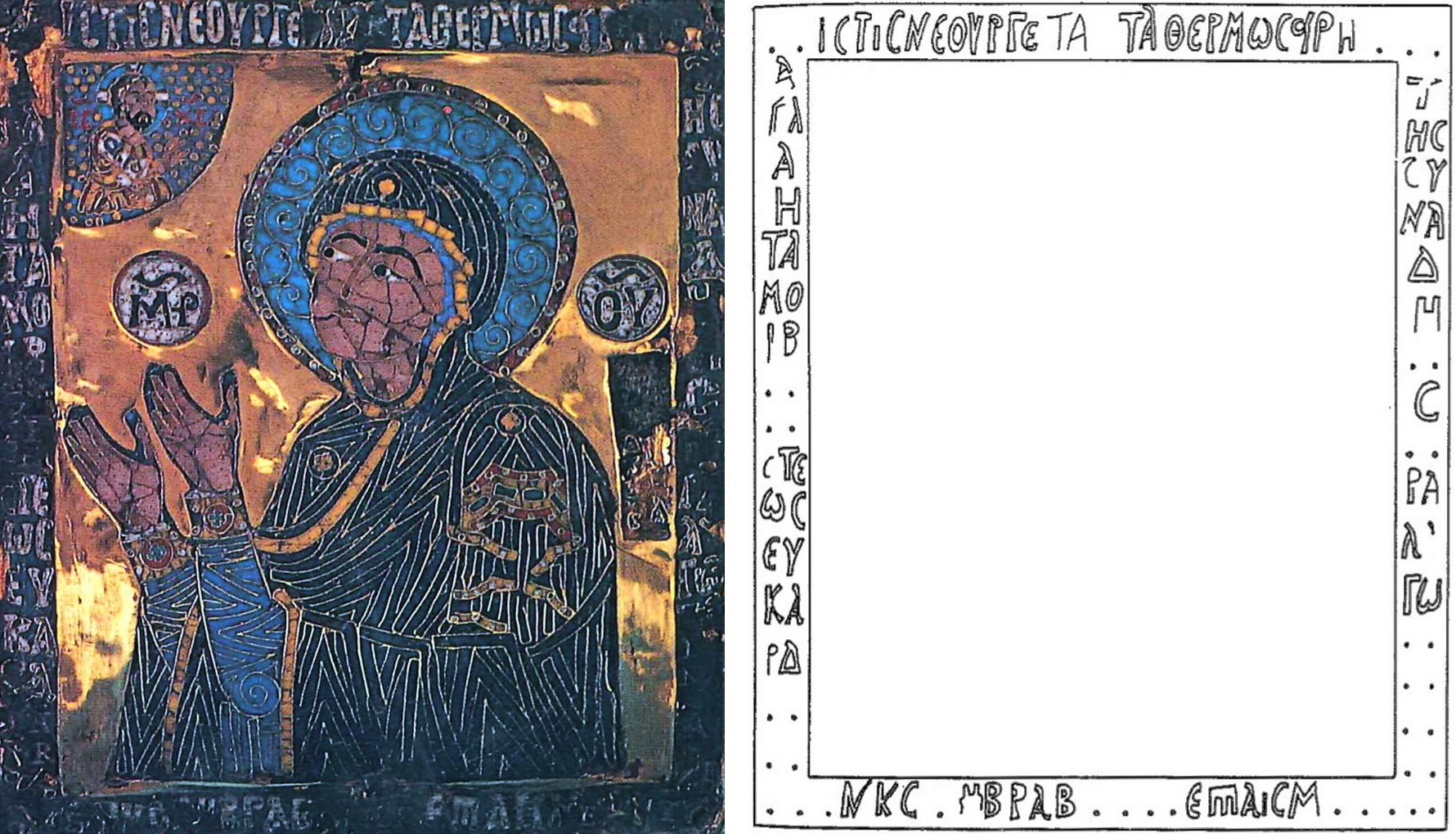
Details voorzijde. Links: Maria als Hagiosoritissa in email cloisonné. Rechts: Grieks randschrift (schematisch)

Het deksel van het doosje bestaat uit twee aan elkaar geklonken lagen: de bovenste laag, met de emaillen afbeelding, is van goud. Aan de onderkant daarvan is een zilveren plaat bevestigd. Op het deksel is een afbeelding aangebracht in email cloisonnétechniek. Eromheen loopt een decoratieve parelrand van zilver. De afbeelding stelt de maagd Maria voor, die haar handen opheft naar een veel kleinere Jezus binnen een kwart cirkel in de linkerbovenhoek. Beiden zijn als halffiguur weergegeven: Maria driekwart naar links gedraaid en omhoog kijkend; Jezus naar rechts gedraaid en omlaag kijkend. Een dergelijke afbeelding van Maria, die haar handen opheft naar een zegenende Christus, soms alleen weergegeven als een hand, geldt als een kopie van een verloren gegane icoon, die Hagiosoritissa wordt genoemd. Deze naam (hagios = heilig; soros = urn, vat) verwijst naar de reliekschrijnen met de sluier en de gordel van Maria in de twee belangrijkste Mariakerken van Constantinopel. Dit type icoon wordt ook wel aangeduid als Blachernitissa (of Blacherniotissa), verwijzend naar de Blachernenkerk, waar zich zo'n Mariaschrijn bevond. De Duitse kunsthistoricus Oskar Wulff reconstrueerde in 1903 de tekst in het zwaar beschadigde vak ter rechterzijde van Maria's schouder, als zijnde [HBA]AXEP[NIT]ICA ("Blachernitissa"). Ter weerszijden van Maria's aureool staan tweemaal twee Griekse letters: Μ-Ρ en ΘΥ. Deze vormen een veelvoorkomende afkorting van "Maria, Moeder Gods". Bij de Christusfiguur staat, kleiner en moeilijk leesbaar: ΙC XC ("Jezus Christus"). Het Griekse randschrift is moeilijk te ontcijferen, vooral omdat door beschadigingen letters ontbreken. In het verleden zijn de beschadigde delen opgevuld met hars, waarin – extra verwarrend – willekeurig Latijnse hoofdletters zijn gekrast. De tekst van het epigram verwijst naar de vrome opdrachtgeefster van het enkolpion, Irene Synadene. Mogelijk vermeldde het ontbrekende deel van de tekst de aard van de oorspronkelijk in het enkolpion bewaarde relieken.

### Achterzijde

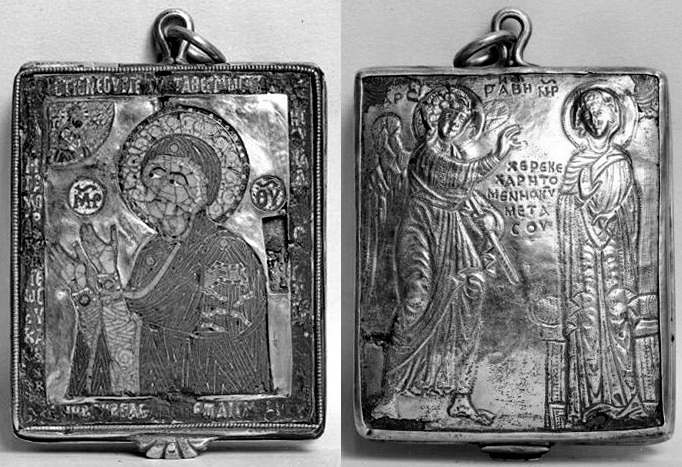
Voor- en achterkant van het enkolpion

De verguld zilveren achterplaat van het doosje is enigszins bol, vanwege de ruimte die het reliekencompartiment (zie hieronder) inneemt. Hierop is een voorstelling van de Annunciatie in drijfwerk aangebracht. Bock en Willemsen meenden dat dit deel later was toegevoegd. De meeste auteurs na hen zijn ervan uitgegaan dat het plaatje met het bas-reliëf vervaardigd is voor het reliekendoosje, hoewel mogelijk in een ander atelier dan het emailplaatje tot stand gekomen. Links is de aartsengel Gabriël afgebeeld; rechts de maagd Maria. Hun namen staan in verkorte Griekse vorm aan de bovenzijde van het reliëf, maar door beschadigingen aan de hoeken zijn enkele letters weggevallen. Tussen de engel en Maria is in het Grieks de eerste regel van het Weesgegroet aangebracht. De engel houdt een staf in zijn linkerhand en heft zijn rechterhand op, bij wijze van groet. Maria, staande voor een zitbankje met kussen, houdt een spintol in haar linkerhand en lijkt met haar rechterhand de engel af te weren. De naar buiten gekeerde handpalm geeft echter juist ontvankelijkheid aan. Beiden zijn gekleed in lange, geplooide gewaden; hun hoofden zijn voorzien van een nimbus.

### Binnenzijde en inhoud
Het inwendige van het enkolpion bestaat uit meerdere onderdelen. Meest opvallend is een gouden plaatje waarin vier compartimentjes (loculi) zijn uitgespaard en waarin relieken kunnen worden geborgen (zie de tekening van Van Gulpen hierboven). De oorspronkelijke bodem ontbreekt, waardoor men direct tegen de achterkant van het drijfwerk aankijkt. Het plaatje met de reliekenvakken wordt afgedekt door een vermoedelijk zeventiende-eeuws glasplaatje met een gedecoreerde zilveren rand. Anno 2020 bevat het doosje een bruin-zwarte materie, mogelijk overblijfselen van mirre en wierook, die volgens diverse bronnen de inhoud vormden. De Amerikaanse kunsthistoricus Brad B. Hostetler daarentegen vermoedt dat het Maastrichtse enkolpion oorspronkelijk Maria-relieken bevatte, wat vrij zeldzaam is bij Byzantijnse reliekhouders. Het Onze-Lieve-Vrouwekapittel bezat diverse Maria-relieken. Behalve de gordel van Maria, die onmogelijk in het enkolpion zou hebben gepast, komt in dat geval de verlovingsring van Maria in aanmerking, of – waarschijnlijker – "relieken van het graf van Maria" (stenen?, aarde?), die begin zeventiende eeuw in het voetstuk van het zilveren beeld met de gordel van Maria werden bewaard.

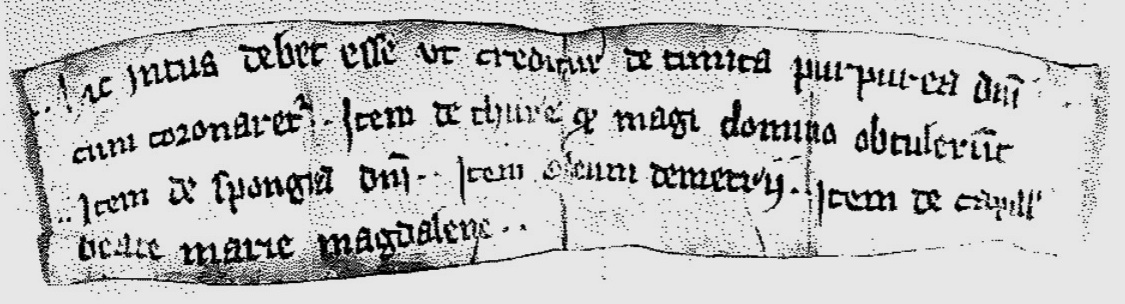
Reliekenbriefje, mogelijk uit het enkolpion

In het RHCL (voorheen Rijks- en Gemeentearchief) bevindt zich een reliekenbriefje (cedula of schedula), dat deel uitmaakt van het archief van de Onze-Lieve-Vrouweparochie. Het stukje perkament uit circa 1300 wordt door De Kreek in verband gebracht met het enkolpion. Het vermeldt een vijftal relieken, die ten dele ook in het zeventiende-eeuwse toningsformulier genoemd worden: wierook, de purperen mantel, de spons, reliekenolie van het gebeente van Demetrius van Thessaloniki en olie van de haren van Maria Magdalena. Aangezien het briefje in het Latijn en niet in Grieks gesteld is, lijkt het uitgesloten dat het in Constantinopel is geschreven. Mogelijk zijn de oorspronkelijke relieken van het enkolpion (deels) verloren gegaan en zijn deze in de dertiende of veertiende eeuw te Maastricht vervangen of aangevuld, waarna deze cedula aan het doosje werd toegevoegd.

## Kunsthistorische vergelijking
| |  |  |
| Byzantijns enkolpion in het Cleveland Art Museum. Voorzijde: email cloisonné met twee heiligen. Achterzijde: reliëf met Kruisiging |  |  |

Het Maastrichtse enkolpion is qua iconografie uniek in de wereld, maar heeft desalniettemin tal van parallellen in de kunstgeschiedenis. Bock en Willemsen zagen al in 1872 overeenkomsten met het Pala d'oro in de Basiliek van San Marco in Venetië. Het geëmailleerde deel van het Maastrichtse enkolpion vertoont grote overeenkomsten met de zogenaamde Stefanskroon, de koningskroon van het Koninkrijk Hongarije, die in het Hongaars Nationaal Museum in Pest wordt bewaard. Het onderste, Byzantijnse deel (de Corona Graeca) zou uit de jaren 1070 dateren. De geëmailleerde plaatjes die er aan bevestigd zijn, maken duidelijk dat het een geschenk betreft van de Byzantijnse keizer Michael VII Dukas aan de Byzantijnse prinses Synadene, de echtgenote van de Hongaarse koning Géza I (1074-1077). In het Metropolitan Museum of Art in New York bevinden zich negen Byzantijnse medaillons (oorspronkelijk twaalf) uit dezelfde periode, waarvan er één de Maagd Maria toont in een pose die sterk lijkt op die van het Maastrichtse enkolpion.
In het Cleveland Art Museum in Cleveland (Ohio) bevindt zich een enkolpion uit circa 1080-1120, dat een sterke overeenkomst vertoont met het Maastrichtse exemplaar. Het verschil met het Maastrichtse enkolpion, afgezien van de kleinere afmetingen (circa 5.1 x 4.1 cm) en een andere smeedtechniek, betreft de iconografie. Het heeft aan de voorzijde een afbeelding in email cloisonné van de typisch Byzantijnse heiligen Theodorus van Tarsus en Joris. Aan de achterkant is een reliëfafbeelding van de Kruisiging te zien.
Byzantijnse enkolpia met epigrammen zoals op het Maastrichtse exemplaar bevinden zich onder andere in het Megisti-Lavraklooster en het Vatopediklooster op de berg Athos (Griekenland), het Katharinaklooster in de Egyptische Sinaï, het Kremlin van Moskou, de Hermitage in Sint-Petersburg, de Dom van Halberstadt, het British Museum in Londen en de Dumbarton Oaks Library in Washington D.C.

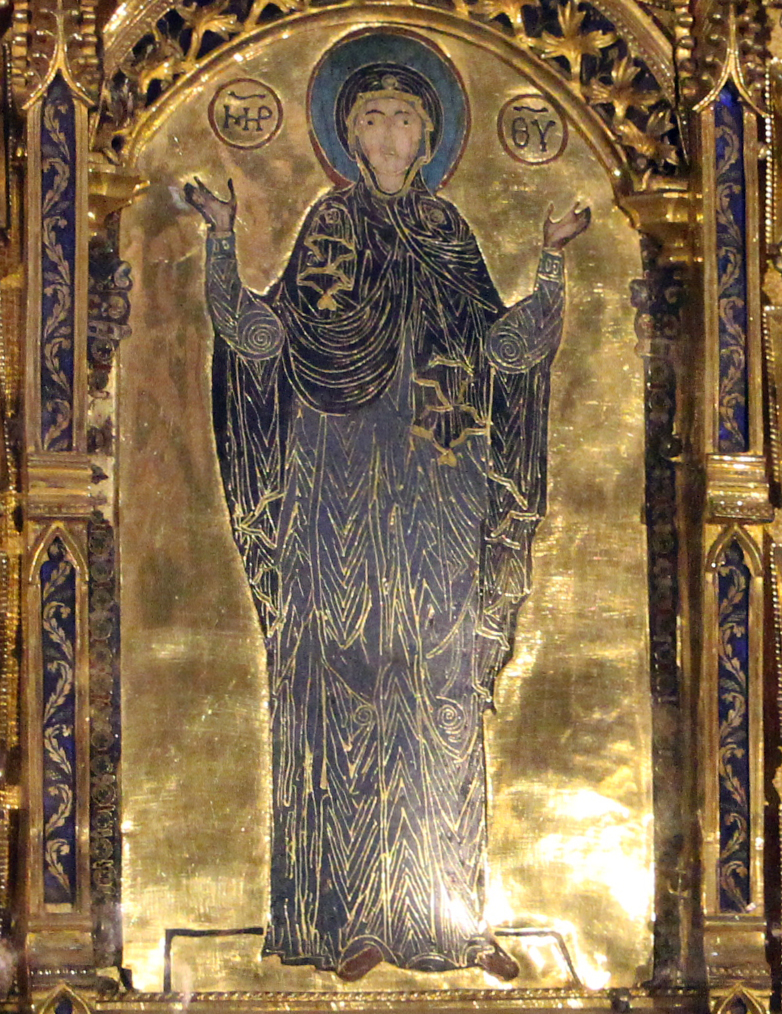
Detail Pala d'oro (Maria), Basiliek van San Marco, Venetië
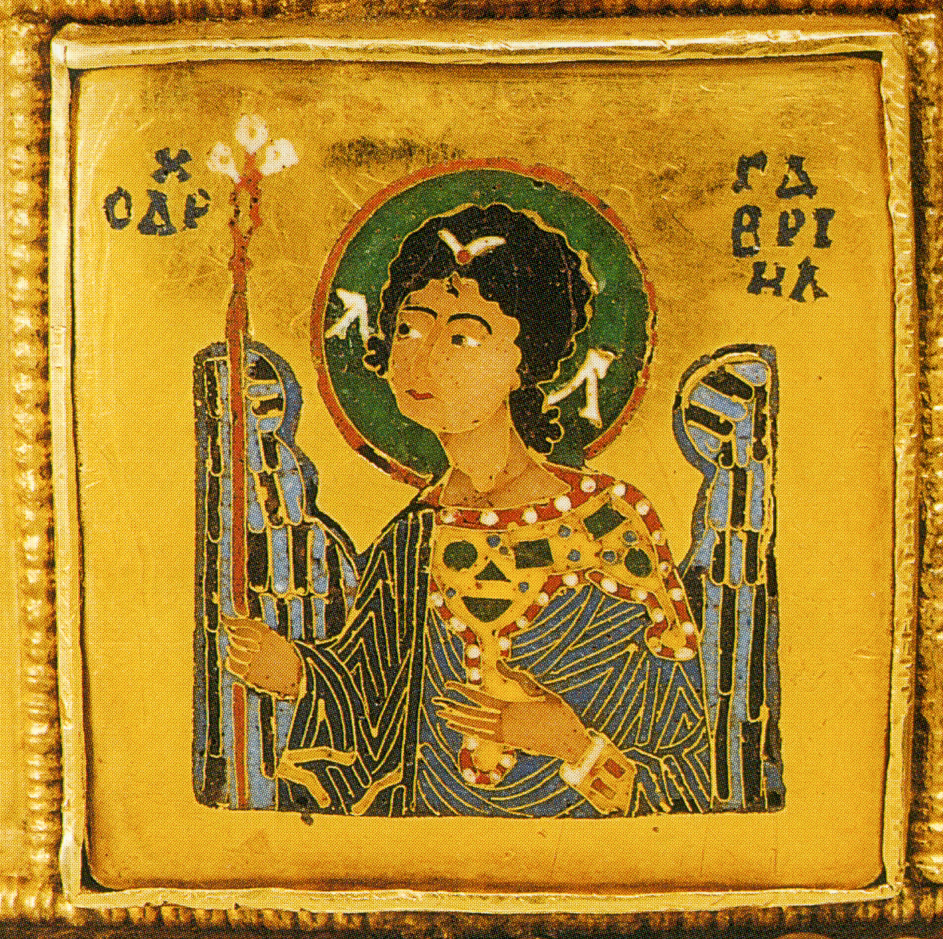
Stefanskroon (Gabriël), Hongaars Nationaal Museum, Boedapest
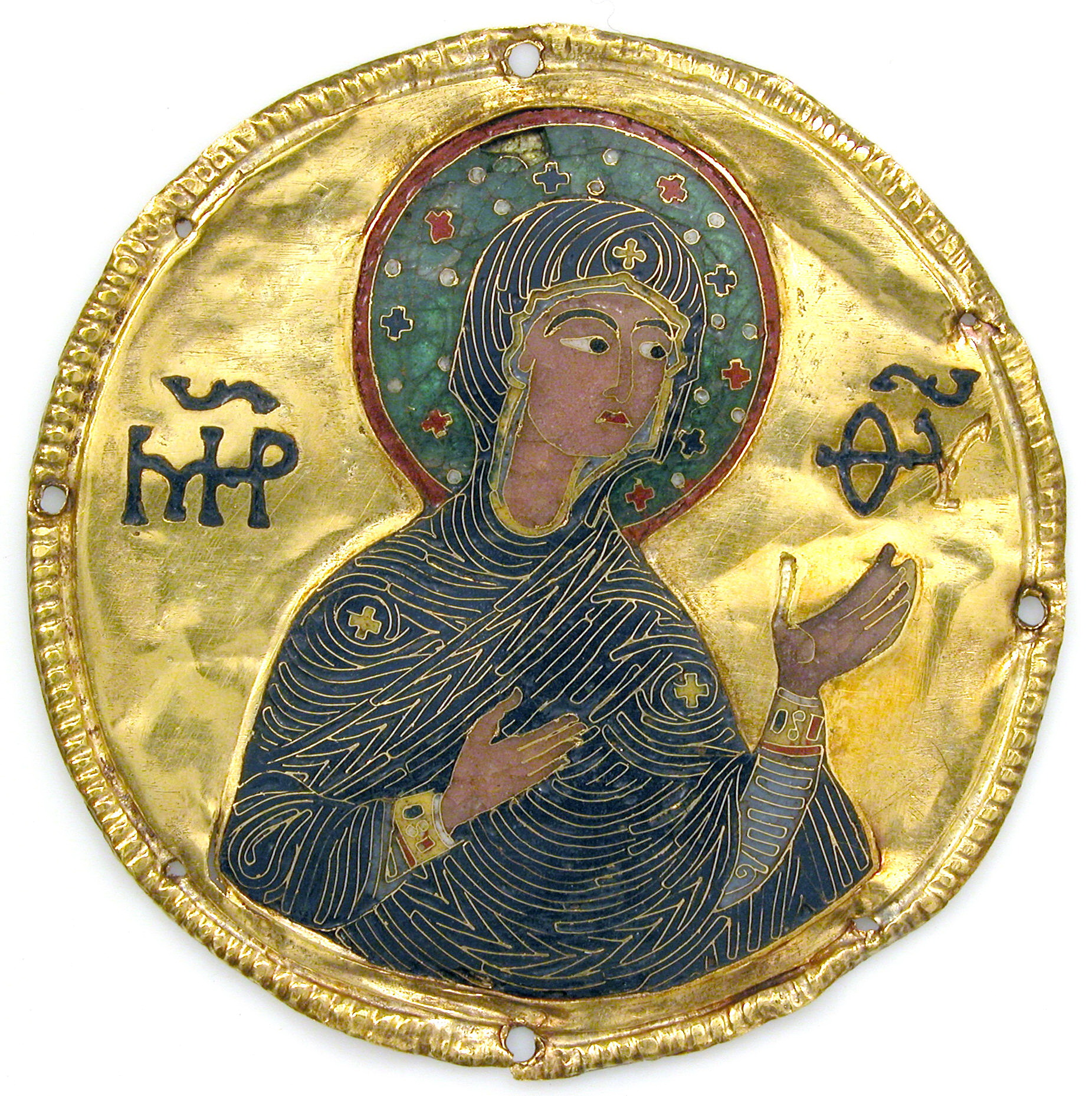
Medaillon (Maria als Hagiosoritissa), Metropolitan Museum of Art, New York
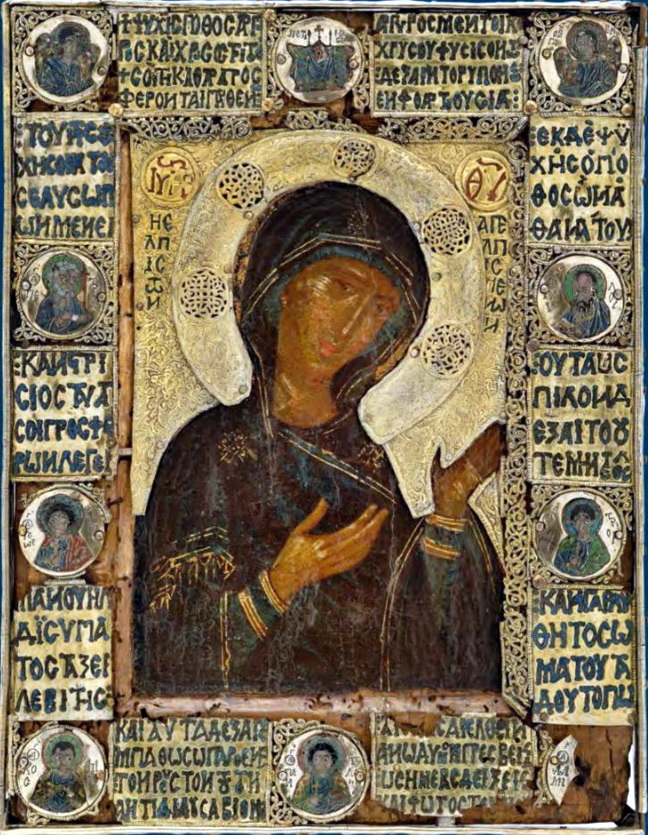
Hagiosoritissa-icoon, Freising Dombergmuseum

## Verwijzingen
1. ↑  Vogeler (1984), pp. 86-88.
2. ↑  De Kreek (1994), p. 214.
3. ↑  Bock/Willemsen (1872), pp. 149-152 (Duitse versie).
4. ↑  Vogeler (1984), titelpagina.
5. ↑  De Kreek (1994), p. 208.
6. ↑  De Kreek (1994), pp. 208-217.
7. ↑  Zie Synadenos op Engelstalige Wikipedia.
8. ↑  Zie Isaac Komnenos (son of John II) op Engelstalige Wikipedia.
9. ↑  'Irene Synadene' op myheritage.nl. Gearchiveerd op 10 september 2023.
10. ↑  'Irene Synadene, sebaste (twelfth century, first half)' op doaks.org. Gearchiveerd op 19 juni 2023.
11. ↑  De Kreek (1994), p. 212.
12. 1 2  Vryonis e.a. (1997), pp. 165-166.
13. ↑  De Kreek (1994), p. 102.
14. ↑  De Kreek (1994), pp. 116-127, 167-174, 208-217.
15. ↑  De Kreek (1994), p. 24.
16. ↑  De Kreek (1994), pp. 216-217.
17. ↑  De Kreek (1994), pp. 215-217.
18. ↑  De Kreek (1994), p. 285, noot 111.
19. ↑  De Kreek (1994), p. 107.
20. ↑  De Kreek (1994), pp. 44-45, 107.
21. ↑  Bock/Willemsen (1872/1873), pp. 149-152 (Duitstalige editie); pp. 229-231 (Franstalige editie).
22. ↑  Zie Hildegard Vogeler op Duitstalige Wikipedia.
23. ↑  De Kreek (1994), pp. 208-209.
24. ↑  Van Nispen tot Sevenaer (1926/1974), pp. 550-551.
25. ↑  Vryonis e.a. (1997), p. 166.
26. ↑  De Kreek (1994), pp. 209-210.
27. 1 2  Hostetler (2016), p. 183.
28. ↑  Bock/Willemsen (1872), pp. 150-151 (Duitse versie).
29. ↑  Bock/Willemsen (1872), p. 151 (Duitse versie).
30. ↑  De Kreek (1994), p. 211.
31. ↑  De Kreek (1994), pp. 210, 215.
32. ↑  Hostetler (2016), pp. 45-46.
33. ↑  De Kreek (1994), p. 172.
34. ↑  De Kreek (1994), pp. 215-216.
35. ↑  Bock/Willemsen (1872), p. 149 (Duitse versie).
36. ↑  De Kreek (1994), pp. 213-214.
37. ↑  'Enkolpion with the Crucifixion (front) and Saints Theodore and George (back)' op clevelandart.org. Gearchiveerd op 10 juni 2023.
38. ↑  Hostetler (2016), pp. 162-192.